# Samuel Puente
Samuel Puente Delso (Madrid, 26 luglio 1956) è un ex cestista e allenatore di pallacanestro spagnolo.

## Palmarès
- Campionato spagnolo: 1

Real Madrid: 1974-75
- Copa del Rey: 1

Real Madrid: 1975
- Coppa dei Campioni: 1

Real Madrid: 1977-78
- Coppa Intercontinentale: 1

Real Madrid: 1978